# Tram van Barcelona

Map

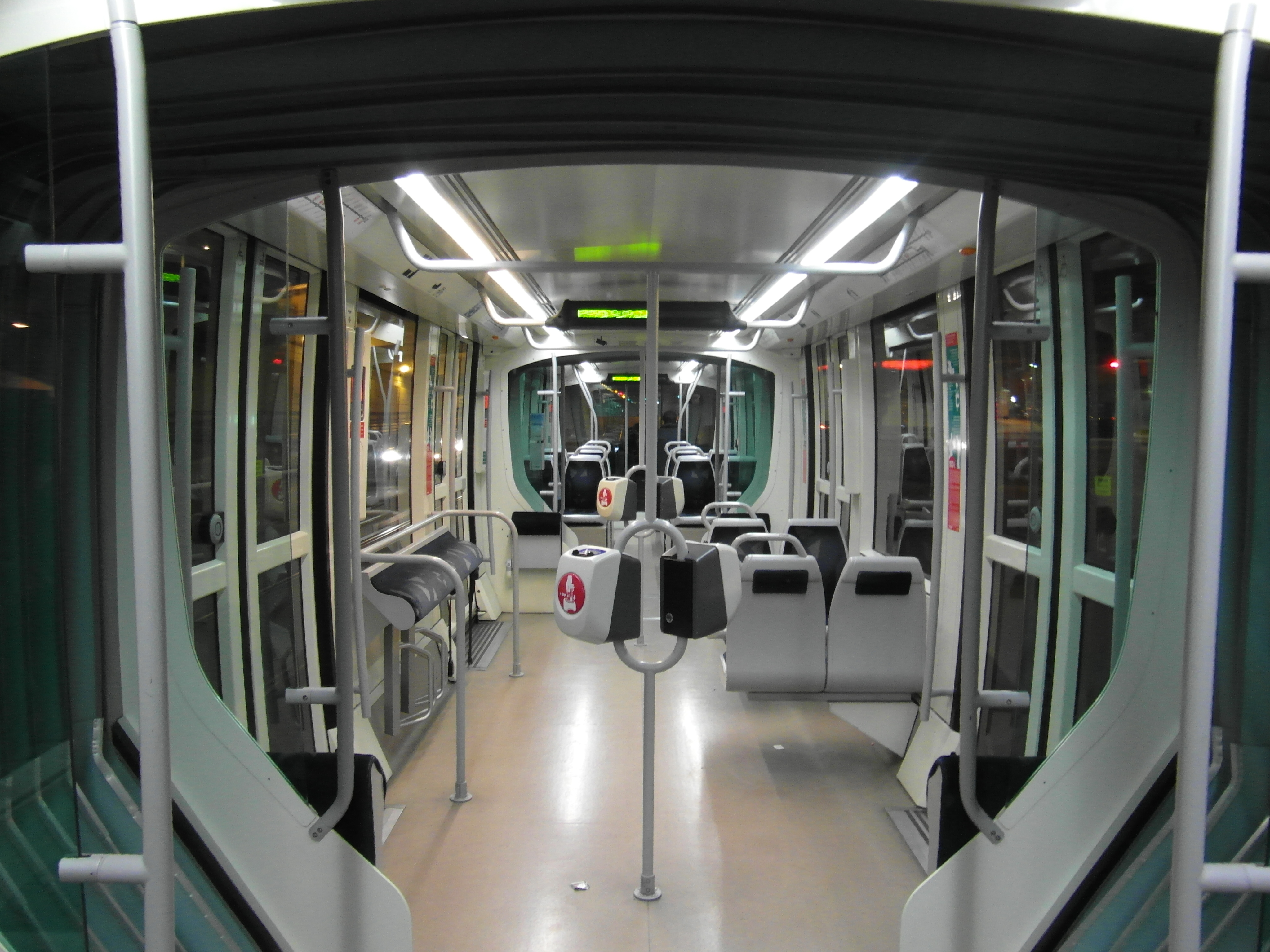
Interieur Trambaix

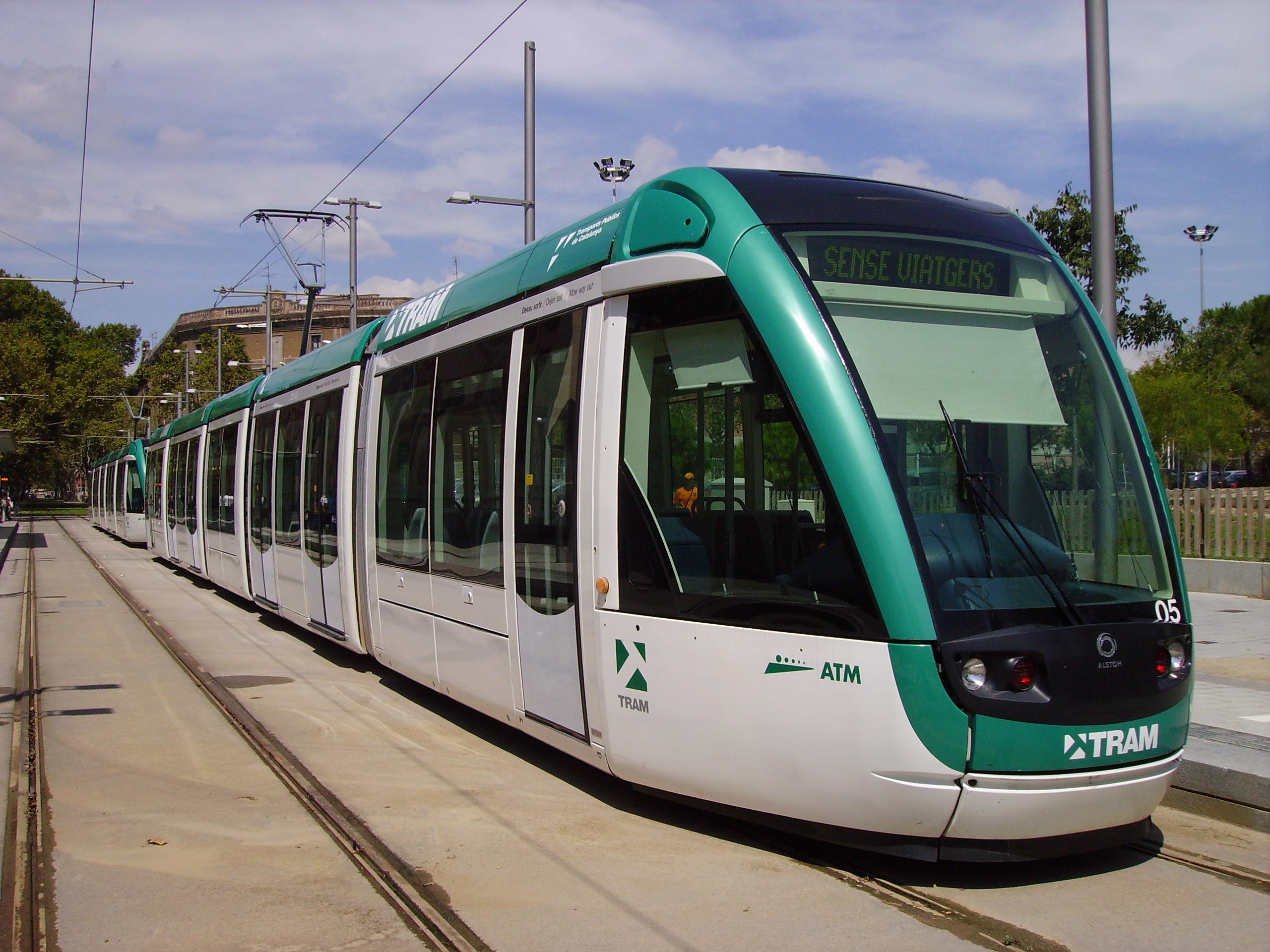
Trambesòs T4 op halte Ciutadella-Vila Olímpica

De Spaanse stad Barcelona had al in 1899 een fijnmazig elektrisch tramnet, dat echter in 1971 gesloten werd.
Sinds begin deze eeuw heeft Barcelona opnieuw een tramnet, bestaande uit zeven lijnen. De exploitatie is verdeeld over TMB en TRAM, met respectievelijk één lijn en zes lijnen.
Het huidige tramnet bedient voornamelijk buitenwijken en voorsteden van Barcelona, waar het vroegere net vooral het centrale deel van de stad bediende, zoals uit oude netwerkkaarten blijkt.

## Geschiedenis
In de jaren vijftig wilde het trambedrijf Tranvias De Barcelona nieuwe trams kopen om zijn grote tramnet te moderniseren. Door het ontbreken van financiële middelen kwam het er echter niet van. In 1961 slaagde men er evenwel in tweedehands PCC-tramwagens te kopen uit Washington D.C., namelijk de PCC-serie 1623–1687 (gebouwd door St. Louis Car Co. voor Washington D.C. in 1945).
De Amerikaanse hoofdstad zou binnen niet al te lange tijd haar tramnet opheffen en zocht kopers voor haar nog relatief nieuwe – en goed onderhouden – PCC's. Barcelona betaalde 2000 dollar voor iedere PCC en in 1964 had men de beschikking over 101 wagens, waarvan er 99 in dienst werden gesteld. Bij alle PCC-wagens werd het plaatwerk vernieuwd, werden nieuwe deuren geplaatst en rubberen bumpers plus twee koplampen ingebouwd. Dit gebeurde door het Spaanse bedrijf MACOSA. Een tweede trolleystang werd voor op de wagen gemonteerd om het rangeren en achteruitrijden te vergemakkelijken. Ze werden op alle lijnen in Barcelona ingezet en vooral op zeer drukke lijnen, zoals lijn 29 (Circunvalación).
Ondanks deze modernisering (hoewel een druppel op een gloeiende plaat, omdat er nog 500 'oude' trams in dienst waren) en de voortgaande vernieuwing van tramsporen tot in 1966, werd het tramnet in maart 1971 opgeheven. Zeker vijf PCC-wagens zijn voor museumdoeleinden bewaard gebleven.

### Tramvia Blau
Alleen de blauwe tram (Catalaans: Tramvia Blau) tussen Plaça del Doctor Andreu (Funicular de Tibidabo) en Plaça Kennedy (Avinguda Tibidabo) bleef bestaan en rijdt al sinds 1901 zijn ritjes, voornamelijk voor bezoekers van het amusementspark op de Tibidabo-heuvel. In de zomermaanden wordt dagelijks gereden, daarbuiten alleen in de weekenden.

## Huidige tramlijnen
Ruim drie decennia na de opheffing van het vorige tramnet, werd opnieuw een tramnet in gebruik genomen, naast de historische blauwe tram. 
Sinds 2004 rijdt de tram, onder beheer van TRAM, in het zuidwesten onder de naam Trambaix en in het noordwesten onder de naam Trambesòs. In totaal zijn er zes moderne lijnen.
Uitbreiding van bestaande tramlijnen
Er wordt nog gewerkt aan het koppelen van de beide tramnetwerken. Hiervoor is gestart met de ombouw van de weg infrastructuur van de schuin door Barcelona lopende “Diagonal”. Dit is het krapste gedeelte van alle infrastructuur waar de tramlijn doorheen moet worden aangelegd. Door het gebrek aan ruimte voerde de mogelijke uitbreiding van deze lang gewenste uitbreiding en koppeling tot jaren lange discussies alvorens er toch gebouwd werd. De hoop in 2024 de netten te verbinden werd niet gehaald. Wel werden op 10 november 2024 op dit traject al drie bijkomende tramhaltes in gebruik genomen: “Verdaguer”, “Sicilia” en “Monumental”.
| Lijn | Geopend | route                                                      |
| ---- | ------- | ---------------------------------------------------------- |
|      | 2004    | Francesc Macià - Bon Viatge                                |
|      | 2004    | Francesc Macià - Llevant-les Planes                        |
|      | 2004    | Francesc Macià - Sant Feliu-Consell Comarcal               |
|      | 2004    | Verdaguer - Glòries - Estació de Sant Adrià                |
|      | 2006    | Ciutadella-Vila Olímpica - Glòries - Gorg                  |
|      | 2008    | Ciutadella-Vila Olímpica - Glòries - Estació de Sant Adrià |